# Lijst van nummer 1-hits in Wallonië in 1995
Deze hits stonden in 1995 op nummer 1 in de Waalse Ultratop 40, de bekendste hitlijst in Wallonië.
| Datum        | Artiest         | Titel                           |
| ------------ | --------------- | ------------------------------- |
| 1 april      | The Cranberries | Zombie                          |
| 8 april      | The Cranberries | Zombie                          |
| 15 april     | The Cranberries | Zombie                          |
| 22 april     | The Cranberries | Zombie                          |
| 29 april     | Alliance Ethnik | Respect                         |
| 6 mei        | Scatman John    | Scatman (Ski-Ba-Bop-Ba-Dop-Bop) |
| 13 mei       | Céline Dion     | Pour que tu m'aimes encore      |
| 20 mei       | Céline Dion     | Pour que tu m'aimes encore      |
| 27 mei       | Céline Dion     | Pour que tu m'aimes encore      |
| 3 juni       | Céline Dion     | Pour que tu m'aimes encore      |
| 10 juni      | Céline Dion     | Pour que tu m'aimes encore      |
| 17 juni      | Céline Dion     | Pour que tu m'aimes encore      |
| 24 juni      | Céline Dion     | Pour que tu m'aimes encore      |
| 1 juli       | Céline Dion     | Pour que tu m'aimes encore      |
| 8 juli       | Céline Dion     | Pour que tu m'aimes encore      |
| 15 juli      | Céline Dion     | Pour que tu m'aimes encore      |
| 22 juli      | Céline Dion     | Pour que tu m'aimes encore      |
| 29 juli      | Céline Dion     | Pour que tu m'aimes encore      |
| 5 augustus   | Céline Dion     | Pour que tu m'aimes encore      |
| 12 augustus  | Céline Dion     | Pour que tu m'aimes encore      |
| 19 augustus  | Céline Dion     | Pour que tu m'aimes encore      |
| 26 augustus  | Scatman John    | Scatman's World                 |
| 2 september  | Scatman John    | Scatman's World                 |
| 9 september  | Scatman John    | Scatman's World                 |
| 16 september | Scatman John    | Scatman's World                 |
| 23 september | Scatman John    | Scatman's World                 |
| 30 september | Scatman John    | Scatman's World                 |
| 7 oktober    | Scatman John    | Scatman's World                 |
| 14 oktober   | Scatman John    | Scatman's World                 |
| 21 oktober   | Scatman John    | Scatman's World                 |
| 28 oktober   | Michael Jackson | You Are Not Alone               |
| 4 november   | Céline Dion     | Je sais pas                     |
| 11 november  | Céline Dion     | Je sais pas                     |
| 18 november  | Michael Jackson | You Are Not Alone               |
| 25 november  | Michael Jackson | You Are Not Alone               |
| 2 december   | Coolio & LV     | Gangsta's Paradise              |
| 9 december   | Coolio & LV     | Gangsta's Paradise              |
| 16 december  | Coolio & LV     | Gangsta's Paradise              |
| 23 december  | Coolio & LV     | Gangsta's Paradise              |
| 30 december  | Coolio & LV     | Gangsta's Paradise              |